# Г'ю Клаппертон
Г'ю Клаппертон (англ. Hugh Clapperton; 18 травня 1788, Аннан, Дамфріс і Галловей, Шотландія, Велика Британія — 13 квітня 1827, Сокото, країна народу Фульбе, Африка) — шотландський дослідник Африки, який перетнув Сахару з півночі на південь.

## Життєпис
Г'ю Клаппертон народився в Аннан у сім'ї хірурга, де було ще двадцять братів і сестер. Здобувши деякі практичні знання з математики та навігації Г'ю у віці тринадцяти років став каютним юнгою на кораблі, який перевозив товари між Ліверпулем і Північною Америкою. Однак швидко опинився на камбузі іншого судна, оскільки відмовився чистити чоботи капітанові. Тут він теж довго не затримався і якийсь час шукав пригод з морськими піратами, поки у 1808 році не завербувався на королівський військовий корабель. Війна з Францією дозволила йому зробити блискучу кар'єру і дослужитися до звання мічмана.
У 1814 році Клапертон пода́вся до Канади, був підвищений до звання лейтенанта і зарахований до команди шхуни на канадських озерах. У 1817 році, коли флотилія на озерах була ліквідована, повернувся додому з половинною платнею. У 1820 році Клапертон виїхав до Единбурга, де він познайомився з шотландським лікарем і дослідником Африки Волтером Адні, який збудив його зацікавленість до африканських подорожей. Волтер Адні був призначений майбутнім консулом в імперії Борну, хоча її ще не бачив ні один британець. Третім учасником експедиції вглиб Африки став майор Діксон Денгем.

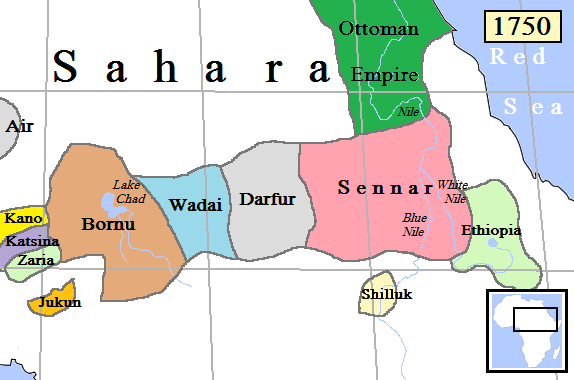
Борно у 1750 році

На початку 1822 вони вирушили з Триполі до оази Мурзук, де до них приєднався Діксон Денгем. Однак, між Денгемом та Клапертоном розвинулася глибока антипатія. Як писав історик Bovill: «важко згадати за всю картату історію географічних відкриттів …. більш одіозну людину, ніж Діксон Денгем».
На початку лютого 1823 експедиція досліджувала береги озера Чад. Мандрівники стали першими білими, які побачити це озеро. Вони пройшли вздовж його західного берега і 17 лютого 1823 року експедиція прибула до Кука (тепер Кукава в Нігерії), столиці імперії Борну, де їх гостинно зустрів султан Шейх аль-Канемі.

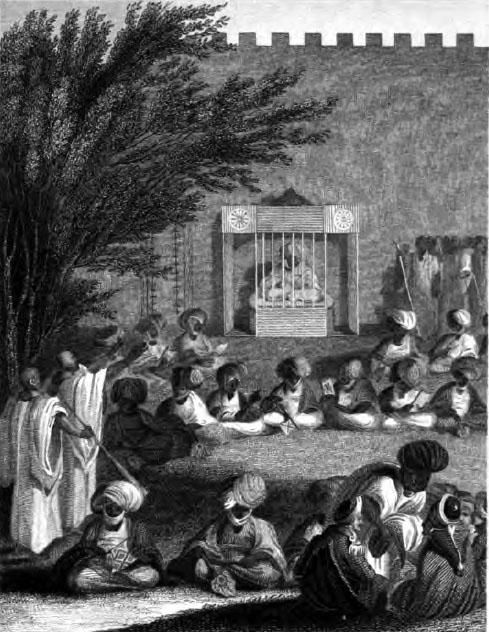
Діксон Денгем і Г'ю Клапертон на прийомі у Мухаммеда аль-Амін аль-Канемі. 1823

Тут експедиція розділилася. Денгем залишився, щоб дослідити і обстежити західний, південний і південно-східний береги озера Чад і нижні частини річок Вобе, Логон і Шарі. Клапертон і Адні виїхали 14 грудня 1823 до Кано — великого міста народу фульбе, яке розміщене на захід від озера Чад. Опівдні 11 січня караван змушений був зупинитися в Мурмур (Murmur). Напередодні спітнілого лікаря Адні, який хворів на сухоти ще в Англії, продув протяг і він тяжко захворів. На наступний день, 12 січня 1824, доктор Адні помер. Поховавши товариша, Клапертон знову вирушив у напрямку до Кано.
Г'ю Клапертон продовжував наодинці свій шлях через Кано до Сокото, столиці імперії народу фульбе, де за наказом султана Мухаммеда Белло був змушений зупинитися, хоча від річки Нігер його відділяла тільки п'ятиденна подорож на захід. Клапертон повернувся через Заря і Кацина до Кука, де Денгем ледве його впізнав. У серпні 1824 вони разом добралися до Триполі. Внаслідок взаємної антипатії за час подорожі до Англії пара не обмінялася жодним словом під час 133-денної подорожі. 1 червня 1825 був опублікований звіт про подорож під назвою «Повість про подорожі та відкриття в Північній і Центральній Африці у 1822—1823 і 1824 роках».

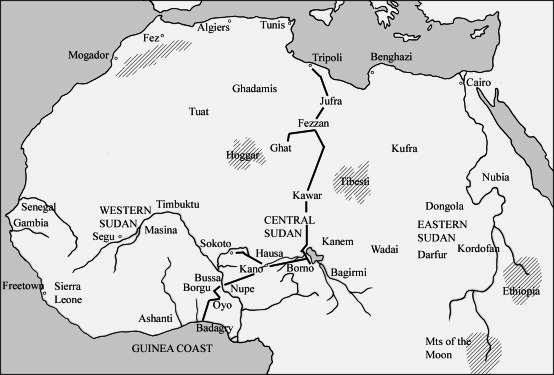
Карта подорожей Г'ю Клапертона

Після повернення до Англії, Клапертон одержав підвищення до капітана 3 рангу. Султан Сокото Белло виявив готовність розпочати торгівлю і Клапертона послали до Африки з наступною експедицією на 28-гарматному шлюпі, кораблі військово-морського флоту Великої Британії призначеному для боротьби з работоргівлею. Він прибув до Бадагрі (Badagri) у затоці Бенін і 7 грудня 1825 вирушив до річки Нігер з слугою Річардом Ландером, капітаном Натаніелем Пірсом і лікарем Джеймсом Морісоном, морським хірургом і натуралістом. Через місяць Пірс і Морісон померли від гарячки. Після їхньої смерті Клапертон продовжив свій шлях наодинці з Ландером, і, переходячи через країну народу йоруба, у січні 1826 перейшов Нігер біля Бусса (Bussa), у місці, де шотландський дослідник Африки Мунго Парк помер двадцять років тому.

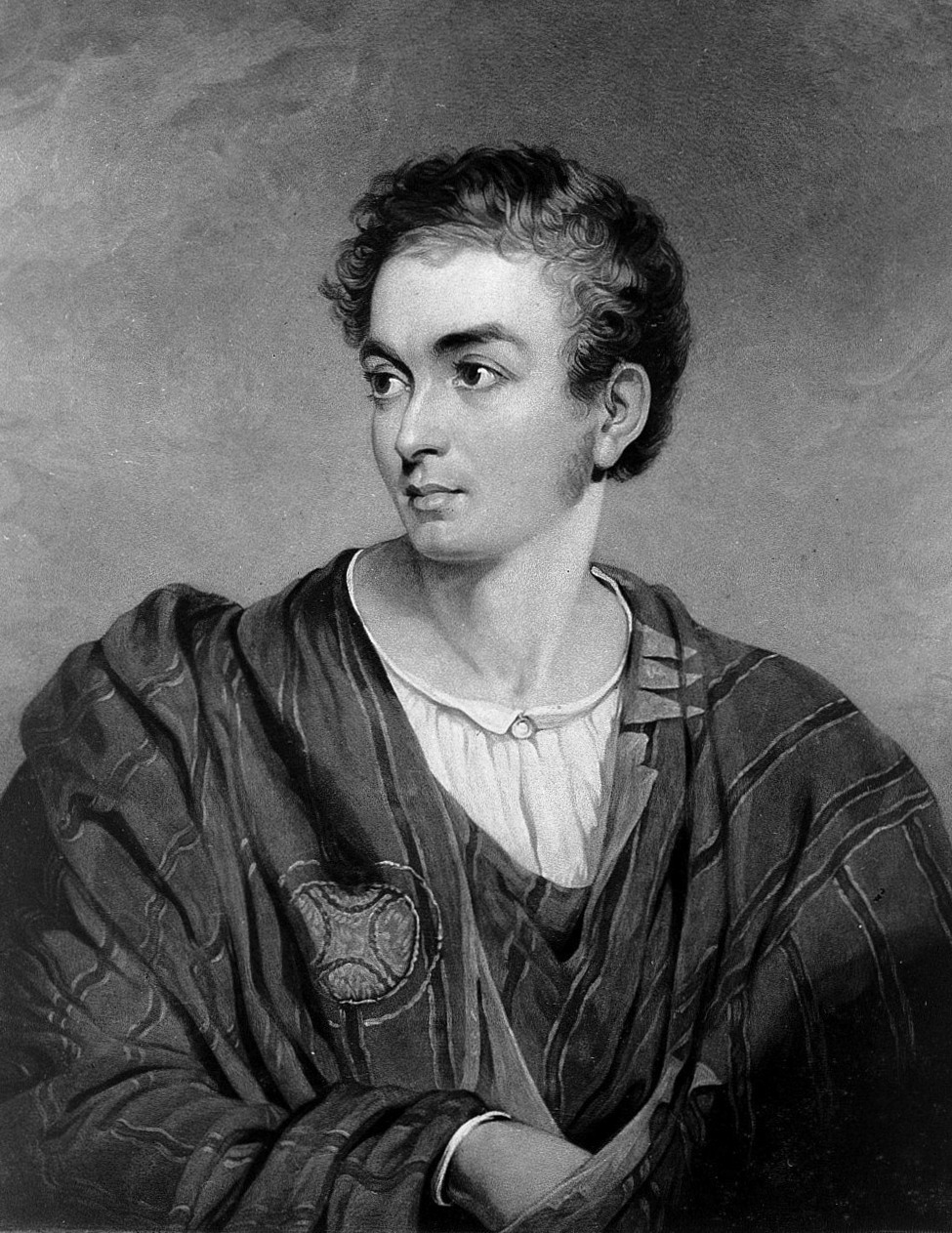
Річард Лемон Ландер. 1835

У липні Клапертон прибув до Кано (Kanoh), а звідти до Сокото (Sokoto). Він хотів відновити своє знайомство з лідером народу Гауса Шейхом аль-Канемі. Однак, у цей час народ фульбе перебував у стані війни з аль-Канемі, і султан Белло не дав дозволу Клапертонові на виїзд. Після багатьох місяців утримання під вартою, під час якого Клапертон хворів на малярію та дизентерію, помер 13 квітня 1827. Єдиним, хто залишився живий з експедиції, був слуга Річард Ландер. За збігом обставин він зустрівся зі старим антагоністом Клапертона — Діксоном Денгемом, який передав до Лондона звістку про смерть Клапертона.
Слуга Клаппертона — Річард Лендер, зумів довезти його щоденники до Європи. Звіти про ці дві подорожі були надруковані в Лондоні у 1826 і 1829 роках у перекладі Жана-Батиста Бенуа Ейріє (Jean-Baptiste Benoît Eyriès) та Філіпа-Франсуа Ляно де ля Ренодьєра (Philippe François Lasnon de La Renaudière).

## Результати досліджень
Дослідження Клаппертона не дали остаточної відповіді на питання про русло і джерела річки Нігер. Однак, його внесок у вивчення внутрішньої частини африканського континенту слід вважати значним. Він був одним з перших європейців, які прибули до озера Чад, і єдиним у 19 столітті, який побував на територіях повністю невідомих для європейських дослідників, на кордоні між сучасними Нігером і Нігерією. Його праці дозволили дослідникам відкрити забутий народ гауса.
У тридцятих роках XIX століття, Річард Лендер повернувся до Західної Африки і довів, що теорія Клапертона про впадіння Нігеру до Гвінейської затоки є правильною.